# Pòssum de la mel
El pòssum de la mel (Tarsipes rostratus) és un minúscul marsupial australià que només pesa 7-11 grams en el cas del mascle i 8-16 en el cas de la femella; aproximadament la meitat del que pesa un ratolí. La seva longitud corporal és de 6,5-9 cm. La seva longevitat mitjana és d'entre un i dos anys.